# Hans de Jong (meteoroloog)
Johannes Jan George (Hans) de Jong (Kortezwaag, 3 mei 1921 – Gorredijk, 31 december 2010) was een Nederlands weerman en onderwijzer.

## Loopbaan
Al in de oorlogsjaren verzamelt De Jong weersinformatie vanuit zijn belangstelling voor meteorologie. In 1949 wordt hij aangesteld als regenwaarnemer voor het KNMI en in 1960 keert hij het onderwijs de rug toe. Zijn landelijke bekendheid als weerman vestigt De Jong met zijn weerpraatjes voor de NCRV in Hier en Nu, zowel radio als televisie en de Wereldomroep en zijn weerrubrieken in onder meer Dagblad Trouw, Het Vrije Volk, De Waarheid en het Leidsch Dagblad.
Samen met de in 1992 overleden weerman Jan Pelleboer legde hij de basis voor de popularisering van de meteorologie in Nederland en gaf hij een belangrijke impuls aan de amateurmeteorologie in Nederland. De Jong was in 1974 samen met Pelleboer een van de initiatiefnemers van de Vereniging voor Weerkunde en Klimatologie, de organisatie van weeramateurs.
Ook schreef hij diverse boeken over meteorologie en de geschiedenis van zijn woonplaats Gorredijk. Zijn archief over deze plaats vormt ook de basis voor zijn jarenlange bijdragen aan de lokale krant De Woudklank.
Hans de Jong overleed op 89-jarige leeftijd in de ochtend van oudejaarsdag 2010.